# La Grande Intelligence
La Grande Intelligence est une entité fictive de la série télévisée Doctor Who. Inventé par le duo d'auteur Mervyn Haisman et Henry Lincoln, celle-ci constitue un des ennemis récurrents du Docteur. Forme désincarnée, celle-ci semble posséder les individus à tour de rôle. Toutefois, la seconde série s'accorde à lui donner l'image de l'acteur Richard E. Grant comme visage récurrent.

## Évolution du personnage

### 1resérie
Elle apparaît pour la première fois dans l'épisode « The Abominable Snowmen » (L'Abominable Homme des Neiges) en 1967. L'épisode se situe dans une lamaserie au Tibet dont le chef, Padmasambhava semble être sous la menace de Yog-Sothoth, une conscience éthérée existant depuis des millénaires et se présentant finalement sous le nom de The Great Intelligence (La Grande Intelligence). Celle-ci contrôle des robots-Yétis commandés grâce à des sphères.
On entend parler du personnage plus tard dans la saison, en 1968 dans l'épisode « The Web of Fear » où la Grande Intelligence envahit Londres depuis le métro. L'épisode voit la réapparition des robots-Yétis et introduit le personnage récurrent de Lethbridge-Stewart.

### 2esérie
En 2012, dans l'épisode spécial de Noël : « La Dame de glace », le Docteur enquête sur l'apparition d'étranges bonhommes de neige au XIXe siècle et croise un homme, le Dr Siméon (joué par Richard E. Grant). Celui-ci est possédé depuis l'enfance par une créature extra-terrestre contenue dans un flocon de neige. Il finit par construire une machine à son image (dont la voix est incarnée par Ian McKellen). Celle-ci finira par le désincarner, le transformant en pur être d'esprit. Le Docteur s'aperçoit qu'il vient d'assister à la création de la Grande Intelligence telle qu'il l'a connue par deux fois par le passé. 
Dans l'épisode suivant « Enfermés dans la toile », la Grande Intelligence est à l'origine de l'enfermement d'êtres humains par une corruption via le Wi-fi. L'épisode prend place au XXIe siècle et se situe chronologiquement après les épisodes de la première série. 
On revoit la Grande Intelligence une 3e fois dans l'épisode final de la Saison 7 : « Le Nom du Docteur » où celle-ci tente de connaître le véritable nom du Docteur afin d'ouvrir son tombeau sur Trenzalore. On découvre alors la ligne temporelle du Docteur, une sorte de flux temporel permettant d'accéder à l'intégralité des vies du Docteur, de sa naissance, sur Galiffrey à sa mort, sur Trenzalore incluant des jours pour l'instant non vécus (l'épisode spécial de Noël 2013 « L'Heure du Docteur » explique sa douzième régénération). La Grande Intelligence s'incarne alors à l'intérieur et commence à effacer l'existence du Docteur en le menaçant dans ses différentes vies. Clara Oswin Oswald se sacrifie en incorporant la ligne temporelle, se réincarnant des centaines de fois à différents moments de l'espace-temps afin de sauver le Docteur.